# Майкъл Дебейки
Майкъл Елис Дебейки (на английски: Michael Ellis DeBakey) е американски лекар кардиохирург, водещ специалист в областта на хирургията.

## Биография
Роден е на 7 септември 1908 година в Лейк Чарлз, Луизиана, САЩ, в семейство на маронитски ливанци – имигрантите Шакер и Рахиджи Дабаги (Dabaghi) (по-късно поамериканчват фамилията си в Дебейки).
За 70-годишна работа Дебейки прави около 60 хиляди операции на сърце. За периода на своята дълга кариера разработва и внедрява много иновационни методи на лечение, спасявайки живота на хиляди хора. Именно Дебейки първи през 1964 г. поставя байпас на коронарната артерия, разработва концепцията за мобилна армейска хирургическа болница (MASH), която армията на САЩ използва в продължение на 40 години.
Дебейки диагностицира и консултира операцията на президента на Русия Борис Елцин през 1996 г.
Умира на 11 юли 2008 година в Хюстън на 99-годишна възраст.